# Juliusz Majerski
Juliusz Majerski (ur. 1908 w Kałuszu, zm. 6 września 1982 w Jordanowie) – polski malarz, abstrakcjonista.
Studia artystyczne odbył na wydziale grafiki w Państwowej Szkole Sztuk Zdobniczych w Poznaniu. Był współorganizatorem życia artystycznego na ziemi lubuskiej. Uczestniczył w wystawach plastyki lubuskiej w Zielonej Górze, Gorzowie i Międzyrzeczu. W latach 1947–1954 wystawiał swoje prace na wystawach okręgowych w Poznaniu i na Wystawie Ziem Nadodrzańskich we Wrocławiu w 1959.
Jego prace znajdują się w zbiorach prywatnych oraz w zbiorach państwowych.